# لنگر (تربت جام)
 لنگر ، روستایی است از توابع بخش مرکزی شهرستان تربت جام در استان خراسان رضوی.
این روستا در دهستان میان جام قرار دارد و بر اساس سرشماری سال ۱۳۸۵ جمعیت آن (۱۶۷خانوار) ۷۶۹نفر 
بوده‌است.آثارباستانی آن عبارت است ازشاهزاده قاسم انواروحوض خونی(انبارآب) وقلعه قدیمی خرجردمی باشد.زبان این روستا ترکی مروی می‌باشد .

## منبع
1. ↑  «نتایج سرشماری ایران در سال ۱۳۸۵». درگاه ملی آمار. بایگانی‌شده از روی نسخه اصلی در ۲۱ آبان ۱۳۹۲.